# Frederik I van Weimar-Orlamünde
Frederik I van Weimar-Orlamünde (overleden op 25 juli 1365) was van 1340 tot 1365 graaf van Weimar. Hij behoorde tot het huis Ascaniërs.

## Levensloop
Frederik I was een zoon van graaf Herman IV van Weimar-Orlamünde en Mechtildis van Rabenswalde, dochter van graaf Frederik. 
Na de dood van zijn neef Otto VI in 1240 erfde hij het graafschap Weimar. Hij was de laatste zelfstandige graaf van Weimar, aangezien zijn jongere broer en opvolger Herman VI het graafschap Weimar verkocht aan het huis Wettin.
In 1365 stierf Frederik, waarna hij in Oberweimar werd begraven.

## Huwelijk en nakomelingen
In 1322 huwde Frederik I met Elisabeth, dochter van markgraaf Frederik van Meißen. Ze kregen drie kinderen:
- Mechtildis (overleden in 1355), huwde met graaf Hendrik de Jongere van Hohnstein
- Elisabeth (overleden na 1381), zuster in Oberweimar
- Frederik III de Jongere (overleden na 1381)